# Пиловий розв'язок
Пиловий розв'язок — точний розв'язок рівняння Айнштайна, де гравітаційне поле створюється масою, імпульсом та густиною енергії-імпульсу ідеальної рідини, що має додатню густину маси та тиск, що прямує до нуля. Пиловий розв'язок вважається найважливішим спеціальним випадком рідинних розв'язків у загальній теорії відносності.
Ідеальну нестисливу рідину в пиловому розв'язку можна інтерпретувати як модель конфігурації частинок пилу, що взаємодіють між собою лише гравітаційно. Через це пилові моделі часто використовують в космології в ролі моделей іграшкового Всесвіту, де  частинки пилу розглядаються як дуже ідеалізовані моделі галактик, кластерів чи суперкластерів. В астрофізиці пилові розв'язки використовуються як моделі для гравітаціного колапсу.

## Математичне означення
Тензор енергії-імпульсу релятивістської нестиснутої рідини можна записати:
{\displaystyle T^{\mu \nu }=\rho u^{\mu }u^{\nu }}
Де
- світові лінії пилових частинок є інтегральними кривими 4-вектора швидкості {\displaystyle u^{\mu }},
- густина речовини задана скалярною функцією {\displaystyle \rho }.